# ザ・ソウルミュージック
『ザ・ソウルミュージック』（The Soul Music）は、NHK-FM放送で1999年4月2日から放送されているソウル音楽番組である。

## 概要
DJはオダイジュンコ（尾臺順子）。「1日の終わり、そしてはじまりへのこのひと時、いかがお過ごしですか。」というオープニングで番組がはじまる。オープニング曲はマーヴィン・ゲイの「ホワッツ・ゴーイン・オン」。
2011年11月10日、放送600回を達成。

2019年3月9日、番組開始以来20年の間DJを担当してきたオダイジュンコが、今月限りでの降板を発表した。

2019年4月6日からはザ・ソウルミュージックの後番組ザ・ソウルミュージックⅡが放送開始、DJはゴスペラーズの村上てつやと久保田利伸。

## コーナー
特集が組まれることにより変更されることもある。

### ザ・ソウルミュージック
- グルーブ・オン・ザ・ムーブ - 新曲紹介
- リスナーズ・チョイス（最終週を除く） - リクエスト
- 男と女のソウル（隔週）
- ソウル・ラヴァーズ・ナイト（毎月最終週、2019年3月30日まで）
  - 常連客（ゲスト）は村上てつや（ゴスペラーズ）。2019年4月からメインDJになるため、このコーナーは終了。

### ザ・ソウルミュージックII
- 村上てつやのSoul Scramble（毎月第3・第4土曜、不定期で毎月第2土曜、2019年4月20日から）
- 久保田利伸のPeace ＆ Soul（毎月第1土曜、2019年4月6日から）